# Brussels Cycling Classic 2020
La 100.ª edición de la clásica ciclista Brussels Cycling Classic fue una carrera en Bélgica que se celebró el 30 de agosto de 2020 sobre un recorrido de 203,7 kilómetros con inicio y final en la ciudad de Bruselas.
La carrera formó parte del UCI ProSeries 2020, calendario ciclístico mundial de segunda división, dentro de la categoría UCI 1.Pro y fue ganada por el belga Tim Merlier del Alpecin-Fenix. Completaron el podio, como segundo y tercer clasificado respectivamente, el italiano Davide Ballerini del Deceuninck-Quick Step y el francés Nacer Bouhanni del Arkéa Samsic.

## Equipos participantes
Tomaron parte en la carrera 20 equipos: 8 de categoría UCI WorldTeam invitados por la organización, 10 de categoría UCI ProTeam y 2 de categoría Continental. Formaron así un pelotón de 134 ciclistas de los que acabaron 112. Los equipos participantes fueron:
| WorldTeams (8)- AG2R La Mondiale - Bora-Hansgrohe - Groupama-FDJ - Cofidis - Deceuninck-Quick Step - Lotto Soudal - Team Sunweb - UAE Team Emirates ProTeams (10)- Alpecin-Fenix - Bingoal-Wallonie Bruxelles - Burgos-BH - Circus-Wanty Gobert - Nippo Delko One Provence - Riwal Securitas - Sport Vlaanderen-Baloise - Arkéa-Samsic - Total Direct Énergie - Vini Zabù-KTM Equipos continentales (2)- BEAT Cycling Club - Tarteletto-Isorex |
| |

## Clasificación final
- Las clasificaciones finalizaron de la siguiente forma:[4]

| \| Clasificación general \| Clasificación general \| Clasificación general \| Clasificación general \| Clasificación general \| \| Ciclista \| Ciclista \| Equipo \| Tiempo \| \| \| --------------------- \| --------------------- \| ------------------------ \| --------------------- \| --------------------- \| \| 1.º \| Tim Merlier \| Alpecin-Fenix \| 4 h 48 min 39 s \| \| \| 2.º \| Davide Ballerini \| Deceuninck-Quick Step \| + 0 s \| \| \| 3.º \| Nacer Bouhanni \| Arkéa-Samsic \| + 0 s \| \| \| 4.º \| Florian Vermeersch \| Lotto-Soudal \| + 0 s \| \| \| 5.º \| Jasper Philipsen \| UAE Team Emirates \| + 0 s \| \| \| 6.º \| Pascal Ackermann \| Bora-Hansgrohe \| + 0 s \| \| \| 7.º \| Lawrence Naesen \| AG2R La Mondiale \| + 0 s \| \| \| 8.º \| Romain Seigle \| Groupama-FDJ \| + 0 s \| \| \| 9.º \| Amaury Capiot \| Sport Vlaanderen-Baloise \| + 0 s \| \| \| 10.º \| Edward Planckaert \| Sport Vlaanderen-Baloise \| + 0 s \| \| |                    |                          |                 |
| |                    |                          |                 |
| Fuente: ProCyclingStats |                    |                          |                 |
| Clasificación general |                    |                          |                 |
| Ciclista | Ciclista           | Equipo                   | Tiempo          |
| 1.º | Tim Merlier        | Alpecin-Fenix            | 4 h 48 min 39 s |
| 2.º | Davide Ballerini   | Deceuninck-Quick Step    | + 0 s           |
| 3.º | Nacer Bouhanni     | Arkéa-Samsic             | + 0 s           |
| 4.º | Florian Vermeersch | Lotto-Soudal             | + 0 s           |
| 5.º | Jasper Philipsen   | UAE Team Emirates        | + 0 s           |
| 6.º | Pascal Ackermann   | Bora-Hansgrohe           | + 0 s           |
| 7.º | Lawrence Naesen    | AG2R La Mondiale         | + 0 s           |
| 8.º | Romain Seigle      | Groupama-FDJ             | + 0 s           |
| 9.º | Amaury Capiot      | Sport Vlaanderen-Baloise | + 0 s           |
| 10.º | Edward Planckaert  | Sport Vlaanderen-Baloise | + 0 s           |

## UCI World Ranking
La Brussels Cycling Classic otorgó puntos para el UCI World Ranking para corredores de los equipos en las categorías UCI WorldTeam, UCI ProTeam y Continental. Las siguientes tablas son el baremo de puntuación y los 10 corredores que obtuvieron más puntos:
| Posición              | 1.º | 2.º | 3.º | 4.º | 5.º | 6.º | 7.º | 8.º | 9.º | 10.º | 11.º | 12.º | 13.º | 14.º | 15.º | 16.º-30.º | 31.º-40.º |
| Clasificación general | 200 | 150 | 125 | 100 | 85  | 70  | 60  | 50  | 40  | 35   | 30   | 25   | 20   | 15   | 10   | 5         | 3         |

| Clasificación |                    |                          |         |
| Posición      | Ciclista           | Equipo                   | General |
| ------------- | ------------------ | ------------------------ | ------- |
| 1.º           | Tim Merlier        | Alpecin-Fenix            | 200     |
| 2.º           | Davide Ballerini   | Deceuninck-Quick Step    | 150     |
| 3.º           | Nacer Bouhanni     | Arkéa Samsic             | 125     |
| 4.º           | Florian Vermeersch | Lotto Soudal             | 100     |
| 5.º           | Jasper Philipsen   | UAE Emirates             | 85      |
| 6.º           | Pascal Ackermann   | Bora-Hansgrohe           | 70      |
| 7.º           | Lawrence Naesen    | AG2R La Mondiale         | 60      |
| 8.º           | Romain Seigle      | Groupama-FDJ             | 50      |
| 9.º           | Amaury Capiot      | Sport Vlaanderen-Baloise | 40      |
| 10.º          | Edward Planckaert  | Sport Vlaanderen-Baloise | 35      |